# Rotvælsk
Rotvælsk var et hemmeligt sprog (også kendt som et kryptolekt), der blev talt i Danmark fra tidlig moderne tid indtil begyndelsen af det 20. århundrede. Rotvælsk var også kendt under adskillige andre navne. Det er nu uddødt. Rotvælsk blev brugt af en social gruppe, kaldet natmændsfolk, som lavede simpelt håndværk, nedgørende og urent arbejde eller tiggede for at overleve. Både den sociale gruppe og sproget ændredes gennem århundrederne, men forblev forbundet med kriminalitet, utugt, fattigdom og lav social status i øjnene af den øvrige befolkning. Den sociale gruppe og deres sprog er ofte blevet forvekslet med romaer og sproget romani, selvom natmændsfolket ikke synes at have haft en anden etnisk oprindelse end de fleste danskere på det tidspunkt.
Sproget bestod af fremmede og/eller forvrængede ord, der erstattede danske ord, samtidig med at sætningsstrukturen af talernes danske dialekt bibeholdtes. 
Sproget blev sandsynligvis brugt til hemmelig kommunikation i udenforståendes nærværelse og til at styrke solidariteten inden for den sociale gruppe.